# Nexo Jornal
Nexo Jornal é um veículo brasileiro de jornalismo independente. Sediado em São Paulo, foi fundado por Paula Miraglia, Renata Rizzi e Conrado Corsalette em abril de 2015 e foi lançado ao público em novembro do mesmo ano. O veículo publica textos sobre política, economia, acontecimentos internacionais, cultura, ciência, saúde, tecnologia, artes e outros temas, com uma abordagem que privilegia a contextualização. Por não exibir publicidade, é requerida uma assinatura para ter acesso ao conteúdo publicado.

## História
A fundação do jornal se insere no contexto da introdução das novas tecnologias de comunicação e as mudanças do mercado de trabalho na grande mídia, que passou a dividir espaço com veículos de jornalismo alternativo e independente.
Em 2017, foi premiado pela Online News Association pela "excelência geral em jornalismo on-line" na categoria de pequenas redações, em reconhecimento à ênfase no conteúdo visual e a "dedicação criativa para informar e encantar".
Desde fevereiro de 2020, o Nexo possui uma parceira com o The New York Times para assinaturas em conjunto. Os leitores que optam por essa assinatura recebem uma newsletter semanal exclusiva com curadoria da equipe do Nexo.
Em março de 2020, após o anúncio da pandemia de COVID-19 e protestos de usuários do Twitter, o Nexo Jornal, ao lado de outros veículos de comunicação retiraram o paywall dos artigos que falam sobre o assunto, permitindo acesso gratuito a eles.
Em julho de 2020, foi lançado o Nexo Políticas Públicas, uma plataforma acadêmico-jornalística que visa aproximar o debate feito entre pesquisadores e o público.